# Liangdong
Liangdong (kinesiska: 良垌) är en köping i sydöstra Kina. Den ligger i Lianjiang i staden Zhanjiang i provinsen Guangdong,  omkring 350 kilometer sydväst om provinshuvudstaden Guangzhou. Antalet invånare är 114 012. Befolkningen består av 52 962 kvinnor och 61 050 män. Barn under 15 år utgör 23,0 %, vuxna 15-64 år 65 %, och äldre över 65 år 10,0 %.